# Rainer Marx
Rainer Marx (* 1943 in Chemnitz) ist ein ehemaliger deutscher Bahnradsportler.
Marx bestritt ausschließlich Bahnrennen. Sein Metier war der Bahnsprint. Er startete für den SC Karl-Marx-Stadt, dessen Mitglied er während seiner gesamten Laufbahn blieb. Sein größter Erfolg war der Sieg bei den DDR-Meisterschaften im Bahnsprint 1963. In diesem Jahr gewann er auch den Großen Preis der DDR vor dem Niederländer Piet van der Touw, wobei er alle drei Turniere in Karl-Marx-Stadt, Leipzig und Berlin gewann. Zudem war er ein sehr erfolgreicher Tandemfahrer. In dieser Disziplin holte er den DDR-Meistertitel dreimal: 1962 mit Richard Schöne, 1965 mit Bernd Junge und 1966 mit Karl Richter. Mit dem späteren Weltmeister Jürgen Geschke gewann er auf dem Tandem 1964 zudem noch die Silbermedaille, mit Schöne war er 1963 Dritter. Bei den Bahnradsport-Weltmeisterschaften startete er allerdings erst 1965, da der Radsportverband der DDR seine Sprinter zuvor als zu schwach für eine Teilnahme einschätzte bzw. die DDR-Mannschaft Anfang 1962 bis 1964 auf Grund eines Beschlusses der NATO-Staaten keine Visa für Reisen nach Westeuropa erhielten.